# Dalla città di Łódź
Dalla città di Łódź è un film cortometraggio documentario polacco girato nel 1968 da Krzysztof Kieślowski.
Con questo film, finanziato dalla Scuola nazionale di cinema, televisione e teatro Leon Schiller di Łódź, dalla WFD e supervisionato da Kazimierz Karabasz, Kieslowski consegue il diploma ed entra ufficialmente nel mondo lavorativo del cinema.
Il film è tutto ambientato a Łódź ed è una bellissima panoramica su questa misteriosa e affascinante città che il regista ha vissuto intensamente negli anni dei suoi studi. Kieslowski ci parla di una città dalle caratteristiche crudeli e insolite, una città cadente e pittoresca, dagli edifici fatiscenti e dagli abitanti strambi o mutilati. Lo stesso regista racconta di macabri giochi che era solito fare con i suoi compagni di corso: nel percorso che compivano ogni mattina per andare a scuola si imbattevano spesso in persone mutilate, a ognuna delle quali corrispondeva un certo punteggio calcolato sulla base del tipo di mutilazione. Chi otteneva il punteggio più alto era il vincitore del giorno. Un gioco inquietante, ma forse necessario a sdrammatizzare e a mantenere un certo distacco da un mondo che Kieslowski non aveva mai conosciuto e che su di lui ha avuto sicuramente un forte impatto.
Lo sguardo cinematografico di Kieslowski attraversa trasversalmente tutta la città prestando attenzione ai luoghi, agli avvenimenti e soprattutto alle persone che popolano la città. È uno sguardo affettuoso e leggero, attento ai bambini che giocano agli angoli delle strade, agli uomini alle finestre o alle porte dei palazzi, passando per fabbriche di operaie in protesta o in festa per una collega. La musica dell'orchestra di mandolini di Edward Ciuszka fa da contrappunto alle immagini delle grigie e malmesse strade e case della città. Intanto un gruppo pop suona per spettatori forse troppo anziani. In conclusione uomini e bambini coraggiosi, per uno złoty,  testano la loro resistenza con un apparecchio che rilascia scariche elettriche mentre nel parco si tiene un concorso musicale per giovani quanto discutibili talenti. Queste le parole della canzone di Janusz Szodunski che chiudono il film: “questa città non è segnata sulla mappa, ma dopotutto, c'è una città dove la fredda pioggia autunnale non cade dal cielo”.